# Creation (album de The Pierces)
Creation est le cinquième album du duo vocal The Pierces.

## Liste des morceaux
| 1.    | Creation                    | 3:44 |
| 2.    | Kings                       | 4:03 |
| 3.    | I Can Feel                  | 4:23 |
| 4.    | Believe In Me               | 4:01 |
| 5.    | Come Alive                  | 3:46 |
| 6.    | Honest Man                  | 3:56 |
| 7.    | Must Be Something           | 3:44 |
| 8.    | Elements                    | 4:10 |
| 9.    | Monsters                    | 3:19 |
| 10.   | The Devil Is a Lonely Night | 3:58 |
| 11.   | Confidence In Love          | 4:00 |
| 12.   | The One I Want              | 3:28 |
| 13.   | Flesh and Bone              | 4:45 |
| 49:17 |                             |      |

| Creation Deluxe (chansons bonus) | Creation Deluxe (chansons bonus) | Creation Deluxe (chansons bonus) | Creation Deluxe (chansons bonus) | Creation Deluxe (chansons bonus) | Creation Deluxe (chansons bonus) | Creation Deluxe (chansons bonus) | Creation Deluxe (chansons bonus) | Creation Deluxe (chansons bonus) | Creation Deluxe (chansons bonus) |
| No                               | Titre                            | Durée                            |                                  |                                  |                                  |                                  |                                  |                                  |                                  |
| -------------------------------- | -------------------------------- | -------------------------------- | -------------------------------- | -------------------------------- | -------------------------------- | -------------------------------- | -------------------------------- | -------------------------------- | -------------------------------- |
| 14.                              | Hold                             | 4:16                             |                                  |                                  |                                  |                                  |                                  |                                  |                                  |
| 15.                              | Strange Love                     | 4:04                             |                                  |                                  |                                  |                                  |                                  |                                  |                                  |
| 16.                              | Chemical Reaction                | 3:54                             |                                  |                                  |                                  |                                  |                                  |                                  |                                  |
| 60:51                            |                                  |                                  |                                  |                                  |                                  |                                  |                                  |                                  |                                  |